# 臺灣環境運動
本條目所列之臺灣環境運動，係指發生於臺灣歷年來的重大環境事件、環保行政機關沿革、重要環境法案、環境運動發展過程。

## 歷史

### 環境運動的興起
- 台灣從1950年代開始工業化，其所導致的污染和破壞，到1970年代已經非常嚴重，但直到1980年代被經濟成長所麻醉的台灣社會，才被層出不窮的公害事件喚醒，反公害組織和環保團體大量出現，環保運動風起雲湧。環保運動發展至今，已經成為影響台灣社會未來發展的重要力量。

- 1985至1988年這段環運快速興起的時期，重要的環保團體紛紛成立。反核四的學界人士組成「新環境雜誌社」，於1986年開始發行刊物；後來促成了「新環境基金會」和「主婦聯盟基金會」的成立（1987年9月）。以「知識的、草根的、行動的」組織屬性自我定位的「台灣環境保護聯盟」，於1987年11月成立，許多教授身份的成員積極參與各項地方民眾的環保抗爭，並在各地結合地方環保人士成立分會。以結合環運幹部為主的「台灣綠色和平組織」也在1988年初成立。在這段期間，許多大專學生組織「調查團」或「工作隊」，走出校園，下鄉關懷，並在校園內成立環保社團。

- 為因應反公害抗爭風起雲湧的社會趨勢，中央政府在1987年提出了「經濟發展與環境保護兼籌並顧」的「現階段環境保護政策綱領」，並設置了「行政院環境保護署」，隨後各級地方政府也設置了環保部門。

### 第一個民間反公害團體
1985年6月，台中縣大里鄉反對三晃農藥廠污染的鄉民，以闖入工廠的直接抗議行動，揭開了台灣地方住民反公害「自力救濟」運動的序幕；他們在1986年4月成立了台灣第一個民間反公害團體─「台中縣公害防治協會」。

### 環境權的爭取
- 環運在1987年7月，政府解除戒嚴令的前後數年內，被視為挑戰政府公權力的力量，而受到來自政府的打壓。但當時也正是台灣追求民主化、本土化的「黨外運動」興起的時代，黨外人士在1986年9月成立民主進步黨。當時環運的參與者，除了受害居民外，大多是民主運動的支持者，環運也因而與民主運動互為支援，前者豐富了後者的內涵，後者增加了前者的力量。

- 1992年立法院全面改選後，政治空間大開，環運對政策的影響力增加，但政黨對環運的參與卻減少，而運動的形式也由直接行動逐漸轉向政策游說為主。因此，環運是在公害事件繼續發生、民主和本土意識逐漸普及，以及國際環保議題愈來愈受重視（1992年聯合國召開「地球高峰會議」）的情況下發展過來。

- - 議題：核電、核廢料、石化、水泥、森林、高爾夫球場、地方公害、法令、理念宣揚。
  - 方法：請願、公聽會、說明會、遊行、靜坐、圍廠。

- 公民投票結果不被尊重

| 1990年5月6日   | 高雄後勁 | 五輕 |
| 1994年5月22日  | 貢寮鄉   | 核四 |
| 1994年11月27日 | 台北縣   | 核四 |
| 1996年3月23日  | 台北市   | 核四 |
| 1998年12月5日  | 宜蘭縣   | 核四 |

- 核四公投促進會（1994年9月13日）三次千里苦行，全國性核四公投尚未成功。
- 環境權和非核條款入憲（1991年以來）未能成功。

## 環保行政機關沿革及重要法案

### 重要法案
- 1972年11月10日，制定飲用水管理條例。
- 1974年7月11日，制定水污染防治法。
- 1974年7月26日，制定廢棄物清理法。
- 1975年5月23日，制定空氣污染防制法。
- 1983年2月1日，制定噪音管制法。
- 1986年7月1日，行政院環境保護小組成立。
- 1986年11月26日，制定毒性化學物質管理法。
- 1987年10月2日，行政院核定「現階段環境保護政策綱領」。
- 1991年5月1日，制定憲法增修條文第十條第二項（經濟與科學技術發展，應與環境及生態保護兼籌並顧）。
- 1992年2月1日，制定公害糾紛處理法。
- 1994年12月30日，制定環境影響評估法。
- 1998年7月2日，行政院核定「國家環境保護計劃」。
- 1999年1月20日，空氣污染防治法第三次修正，增訂環境行政訴訟條款。
- 2000年2月2日，制定土壤及地下水污染整治法。
- 2000年10月27日，張俊雄內閣上任後，立即宣布停建核四，因立法院決議反對，於2001年2月14日宣佈復工續建。
- 2002年12月11日，制定環境基本法。

### 政府機關沿革
- 1971年3月，行政院衛生署成立，下設環境衛生處。
- 1982年1月29日，衛生署環境衛生處改制為衛生署環境保護局。
- 1982年7月1日，台北市與高雄市政府成立環境保護局。
- 1983年8月9日，台灣省衛生處環境保護局成立。
- 1987年8月22日，行政院環境保護署成立。
- 1988年1月15日，台灣省環境保護處成立。
- 1988年7月1日，台北縣等12縣市成立環境保護局。
- 1991年7月1日，全省21縣市環境保護局完成設立。
- 1997年8月23日，行政院國家永續發展委員會成立。
- 2001年4月26日，行政院非核家園宣導委員會成立。
- 2002年5月，行政院國家永續發展委員會改組，由行政院長擔任主任委員。
- 2002年9月13日，行政院非核家園推動委員會成立。

## 台灣重大環境事件
1960年代，由於工業化導致各地發生各種環境污染日益嚴重，同時間台灣環境保護意識開始成長，開發爭議所造成之民眾衝突也持續增加。1970年代至今，全台各地已興起相當多起之反公害運動。

### 1970年代
- 1979年，彰化縣溪湖鎮發生米糠油中毒事件，彰化油脂公司在製造米糠油的過程中，作為傳熱介質的多氯聯苯自管路中洩漏出來，污染米糠油，彰化基督教醫院高信義主任在鹿港、福興一帶義診，即發現許多鄉民染上皮膚怪病。米糠油又透過經銷商，即神岡的豐香油行銷售到台中大雅區，當時台中的興發工業、慶陽紡織的員工，和惠明盲校師生，都因此受害。包括皮膚病變、眼眶和身體長滿了黑色的油脂分泌物，這種氯痤瘡散發惡臭且令患者非常疼痛，也常感疲倦。甚至懷孕的婦女還生出「黑嬰兒」，就是一般所稱的「可樂兒」。此事件是臺灣環境公害史上最嚴重的事件之一，造成全臺至少有兩千人因吃到受污染的米糠油而受害，其中以台中縣、彰化縣的受害人數最多。而且油症所引生的疾病非常多，被日本人稱為「疾病的百貨公司」，也很可能會傳給下一代，更需長期追蹤醫療與立法救濟。[2][3]

### 1980年代
- 1982年，桃園縣觀音鄉大潭村發生臺灣第一起鎘米事件，污染源為高銀化工疑似為生產含鎘和鉛的安定劑，排放的工廠廢水含鎘，造成農地遭受污染而種出鎘米。
- 1984年桃園縣蘆竹鄉中福村基力化工廠長期偷排廢水，導致鎘污染了27公頃農地
- 1986年3月，彰化縣鹿港鎮發生鹿港居民反杜邦設廠事件，鹿港居民反對美國杜邦公司計劃在彰濱工業區投資生產二氧化鈦，成為臺灣首件環保抗爭導致外商終止投資計畫的事件。
- 1986年，台南及高雄茄萣鄉海域發生大規模污染情形，二仁溪兩岸的五金業者焚燒、酸洗、電鍍等五金類，而其廢液不經處理直接傾倒溪中，其廢液中充滿許多重金屬，經由溪流流到海中，而在海口處之牡蠣大量吸收重金屬之銅離子，而經由生物累積作用，顏色慢慢轉變成綠色，稱這種牡蠣為綠牡蠣，此事件稱為綠牡蠣事件。
- 1986年，新竹市發生李長榮化工廠事件，李長榮化學工廠製造的氣味讓新竹市水源里附近的居民難以忍受，於是發起抗爭行動，抗爭運動持續了450天，終於迫使李長榮化學工廠停工與遷廠( 為民眾發起抗爭且成功的里程碑)。
- 1986年，由於車諾比核事故發生，台灣反核運動逐漸開始蓬勃發展。
- 1987年，高雄市發生後勁反五輕運動，中油公司與政府決定在高雄煉油廠增設第五輕油裂解廠（五輕），引發的一系列環保抗爭運動。[4]歷時三年多的反五輕運動，在台灣環境史上有其重大意義。其一，舉辦台灣第一次公投。其二，催生環評制度的法制化。其三，促使國營事業檢討調整其策略（如二輕提前除役）。[5]
- 1988年9月20日，高雄縣林園工業區的聯合污水處理廠在豪雨期間大量排放工業廢水，導致林園大排水溝出口旁的汕尾漁港內魚蝦大量死亡，居民不堪損失，加諸先前十七次公害糾紛之長期污染所積累之負擔，居民最終迫使廠家陸續停工，此事以12.7億賠償了結，此為林園事件。[6]特別是依人頭索賠的方式，引發「出賣或購買環境權」的爭議。[7]

### 1990年代
- 1992年5月26日，大林蒲居民因長期不滿中油、中鋼以及李長榮化工等其他工業廠房包圍大林蒲，遂欲照林園事件模式在中油大林廠前於5月1日長達25日進行賠償抗議。時任行政院長郝柏村下令鎮暴警察暴力驅散抗議民眾，多名民眾逃回家中，鎮暴警察仍追至村里中打擊民眾。隨後對七人進行告訴在七月九號進行宣判，判處一等人四年六個月不等徒刑。[8]
- 1992年7月，一位住在廈門街宿舍的台電員工將輻射偵測儀器帶回家，卻意外發現家中就有輻射。台電宿舍之新聞披露之後，經由一封匿名檢舉函檢舉，媒體首次刊登臺北市龍江路一大樓也發現輻射鋼筋的照片，事件逐漸引發社會關注，最終發現民生別墅有34戶輻射污染屋，而擴大檢驗後發現全台有一百多戶輻射屋，發現多戶民間大樓的建築鋼筋有輻射污染，是為輻射鋼筋事件。[9]
- 1994年，當時的立法委員、前行政院環保署署長趙少康召開記者會，舉發臺灣美國無線電公司（RCA）長期挖井傾倒有機溶劑等有毒廢料，特別是三氯乙烯和四氯乙烯，導致廠區之土壤及地下水遭受嚴重污染。官方統計，RCA罹癌死亡員工至少三百多人，確定罹癌者更逾千人，是為RCA事件。[10]
- 1996年，立法院、臺灣省議會及民間興起反對拜耳公司於臺中縣臺中港區設廠的聲浪，1998年3月拜耳決定撤資，拜耳事件落幕。
- 1997年起，慈濟在臺北市內湖區保護區所籌設的兒童醫院或針對社會福利的志工大樓，因係變更保護區之土地使用，而該地（面積一萬三千多坪）屬湖區回填的山坡地集水區，且東、西、北三側皆為潛在順向坡，大規模開發恐危及生態地質與鄰近居民安全，破壞滯洪排水功能，在當時被陳水扁執政台北市擋住，後來引起當地居民和綠黨之反對，他們認為該慈濟開發區為「綠手指上的灰指甲」。爭議多年尚未結束抗爭，為內湖保護區反慈濟開發事件。

### 2000年代
- 2000年7月13日，高雄縣旗山溪發生昇利化工高屏溪污染事件，昇利公司承包長興化工路竹廠之廢棄物清理業務，將有毒溶劑傾倒於旗山溪上游，影響南台灣數百萬人的飲水安全。
- 2001年1月，墾丁海域發生阿瑪斯號貨輪油污事件，污染範圍位於墾丁國家公園境內的龍坑生態保護區。事件為保護區的生態帶來浩劫。2003年，行政院環保署向挪威法院提出賠償訴訟，成為台灣首宗跨國訴訟的油污事件。
- 霄裡溪汙染發生於中華民國台灣新竹縣新埔鎮霄裡溪流域，其自1999年起至2015年止，因中華映管及友達光電公司設置LCD面板製造廠排放廢水，致使下游飲用水與灌溉用水遭受汙染的事件。該事件於2015年12月31日前由該2公司完成「製程廢水全回收、零排放」工程後，無新增汙染物流入霄裡溪流域。
- 2005年5月2日，國民黨立法委員王昱婷、民進黨立法委員陳重信與台南社區大學、看守台灣協會、台灣蠻野心足生態協會、綠色陣線協會、主婦聯盟等環保團體，共同於立法院召開公聽會揭發「台南市台鹼安順廠重金屬污染案」。
- 2005年6月，行政院衛生署檢驗發現彰化縣線西鄉所養殖的鴨蛋戴奧辛含量過高，是為毒鴨蛋事件。
- 2008年12月，高雄縣大寮鄉大發工業區發生四次空氣污染事件，是為大發工業區空氣污染事件。汙染源為工業區內的汙水處理廠，導致當地的潮寮國中與潮寮國小多名師生集體送醫。

### 2010年代
- 2010年3月，台塑仁武廠發生二氯乙烷污染事件，是為台塑仁武廠汙染事件，行政院環保署於2009年在高雄縣仁武工業區檢驗中驗出廠區的地下水及土壤含有超出國家標準含量的1,2-二氯乙烷、氯乙烯、苯及氯仿等物質，該工廠在2006年時已發現1,2-二氯乙烷從廢水集液池與水溝外洩至周遭的土壤。
- 2013年3月9日，由綠色公民行動聯盟等150個民間團體共同發起的反核遊行，參與總人數約22萬人，是為309廢核大遊行。
- 2013年12月9日，日月光半導體位於高雄市的K7廠被查獲違規偷排含有毒重金屬鎳的污水到後勁溪，污染下游約九百四十公頃農地，是為日月光廢水污染事件。[11]
- 2014年4月，前民進黨主席林義雄為反核四展開無限期禁食活動，後續引發反核民眾佔領忠孝西路事件及426凱道反核事件。
- 2014年7月31日，高雄市前鎮區發生嚴重氣爆事件。
- 2015年3月，台北市內湖區發生內湖山老鼠事件。
- 2018年12月，苗栗縣卓蘭鎮公所假大安溪生態景觀改善之名，透過苗栗縣政府代轉公文，向中央爭取8千萬元前瞻計畫經費，在瀕臨絕種保育類石虎的棲地大安溪畔，闢建「石虎公園」，宣稱完工後希望吸引石虎棲息。卓蘭鎮公所秘書徐士凡說，公園屬水利署河川局管轄，早年長期遭傾倒廢棄物，鎮公所爭取前瞻計畫8千萬元補助、自籌7百多萬元，改造成有石虎意象的親水公園，宣導保育概念，「怎被說成是破壞石虎棲地，實在太偏頗！」。國內保育石虎重要推手、特生中心助理研究員林育秀指，這座為了石虎意象所建濕地公園，實際上已破壞自然棲地，就算以後要種樹或恢復綠地，野生動物已不可能利用，且此案未經環評就動工，建議立即停工，審慎評估後朝對生態最低干擾的方向施作，「別把納稅人的錢丟進奇怪的洞裡！」。特生中心並說，若棲息地自然度不高，石虎利用的機會很低，原本自然的狀態最好，目前看來根本不適合石虎使用，鎮公所年初曾找他們開會，但昨曝光的畫面與最初設計圖不同，當時沒有石虎形狀的水池，且該處原本就有濕地還做人工水池，「不清楚鎮公所用意為何？」 [12]。

### 新聞來源
1. ↑  蕭新煌主編. . 臺北: 巨流. 2015: 頁130。.
2. ↑  陳昭如. . 臺北: 同喜文化. 2010: 頁39-73.ISBN 978-986-858-432-7.
3. ↑  郭育良. . 台大醫院健康電子報第21期. 2009年8月  [2017-04-04]. （原始内容存档于2016-03-05）.
4. ↑  鄭執翰. . 臺中: 生態台灣9，頁82-98。. 2005年10月.
5. ↑  蕭新煌主編. . 臺北: 巨流. 2015: 頁207-208。.
6. ↑  蕭新煌主編. . 臺北: 巨流. 2015: 頁205-206。.
7. ↑  葉俊榮. . 臺北: 元照. 1993: 頁35-37。.
8. ↑  .   [2022-08-11]. （原始内容存档于2022-08-11）.
9. ↑  畢恆達.  (PDF). 《應用心理研究》第8期，頁57-82. 2000年冬  [2017-04-22]. （原始内容 (PDF)存档于2019-05-02）.
10. ↑  工作傷害受害人協會. . 臺北: 行人. 2013: 頁58-59.
11. ↑  . 蘋果日報. 2013-12-10  [2013-12-13]. （原始内容存档于2017-10-18） （中文（臺灣））.
12. ↑  
亂搞 毀石虎家 蓋公園 苗栗誆前瞻計畫8千萬 專家：立即停工[] 蘋果日報

### 其他來源
- 行政院環境保護署. . 臺北市: 行政院環境保護署. 民國100年11月. ISBN 9789860298253.